# Monroe Point
Monroe Point är en udde i Antarktis. Den ligger i Sydshetlandsöarna. Argentina, Chile och Storbritannien gör anspråk på området.
Terrängen inåt land är kuperad åt nordost, men åt sydost är den platt. Havet är nära Monroe Point åt sydväst. Trakten är obefolkad. Det finns inga samhällen i närheten. 